# Martin Hvastija

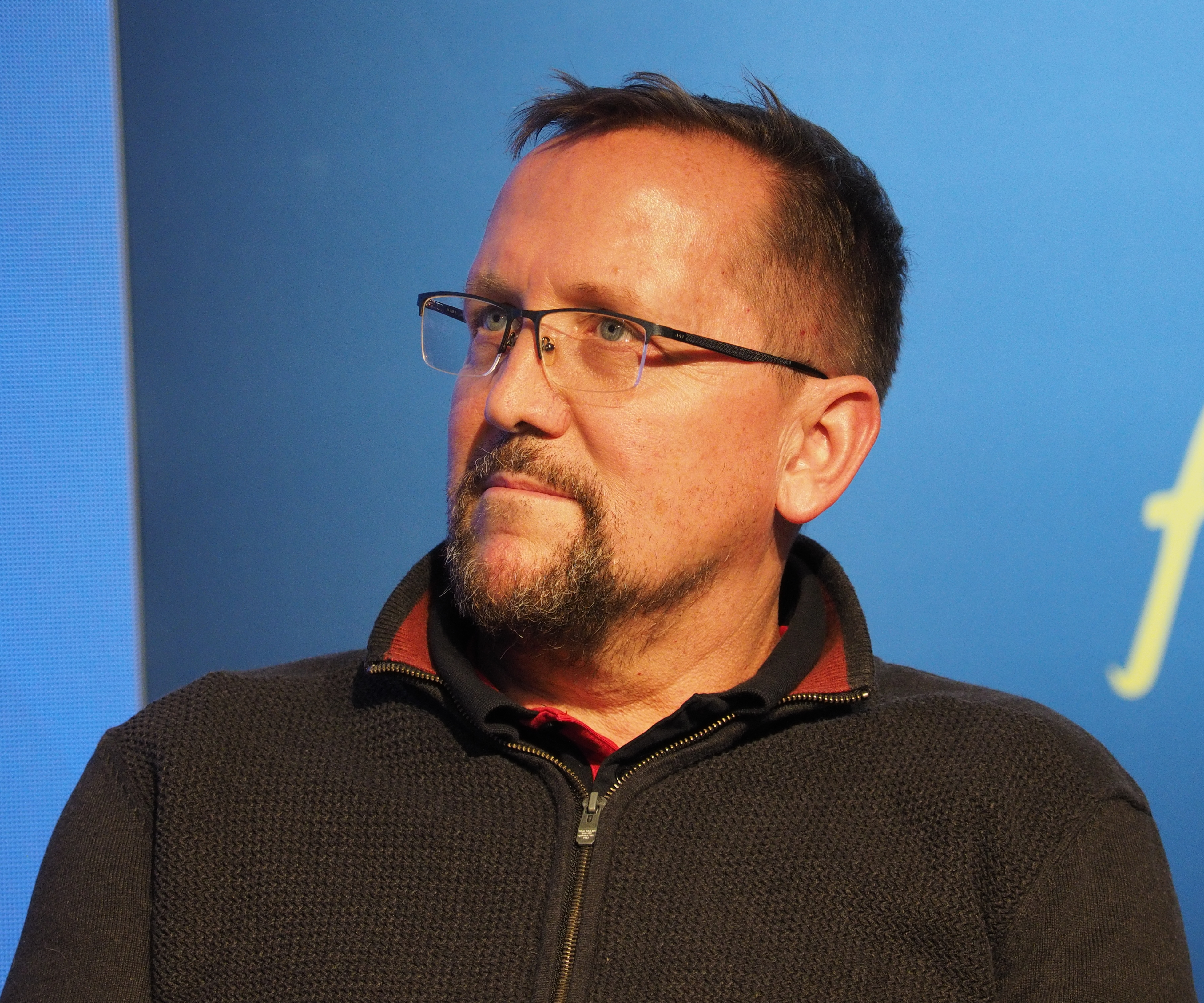
Martin Hvastija, 2023

Martin Hvastija (* 30. November 1969 in Ljubljana) ist ein ehemaliger slowenischer Radrennfahrer.
Martin Hvastija begann seine internationale Karriere 1996 bei dem italienischen Radsportteam Cantina Tollo. 1997 konnte er drei Siege bei Rennen in Spanien erzielen. 2000 gewann er den Grand Prix Istria. Nach drei Jahren wechselte er zu Alessio, wo er 2001 dann auch seine ersten Erfolge feiern konnte. Erst gewann er eine Etappe der Ruta del Sol und später dann das belgische Eintagesrennen Omloop Vlaamse Scheldeboorden. 2002 bestritt er zum ersten Mal die Tour de France und beendet sie auf dem 128. Gesamtrang. Nach einem Jahr bei Tenax kam er 2004 wieder zu Alessio-Bianchi, wo er eine Etappe der Friedensfahrt für sich entscheiden konnte. Bei der Tour de France wurde er nach der achten Etappe am ersten Ruhetag von der Rundfahrt ausgeschlossen, weil er in einen laufenden Dopingprozess verwickelt war. 2005 fuhr er noch ein Jahr für Perutnina Ptuj, ehe er seine Karriere beendete.

## Palmarès
2001
- eine Etappe Ruta del Sol
- Omloop Vlaamse Scheldeboorden

2004
- eine Etappe Friedensfahrt

## Teams
- 1996–1998 Cantina Tollo
- 1999–2202 Ballan-Alessio
- 2003 Tenax
- 2004 Alessio-Bianchi
- 2005 Perutnina Ptuj